# ارگ جمشید
تخت جمشید یا ارگ جمشید، اورنگ جمشید، اریکه جمشید یا عرش جمشید یک روایت داستانی ایرانی مربوط به دورهٔ باستان و ادبیات فارسی میانه است.

## اورنگ جمشید و تخت جمشید

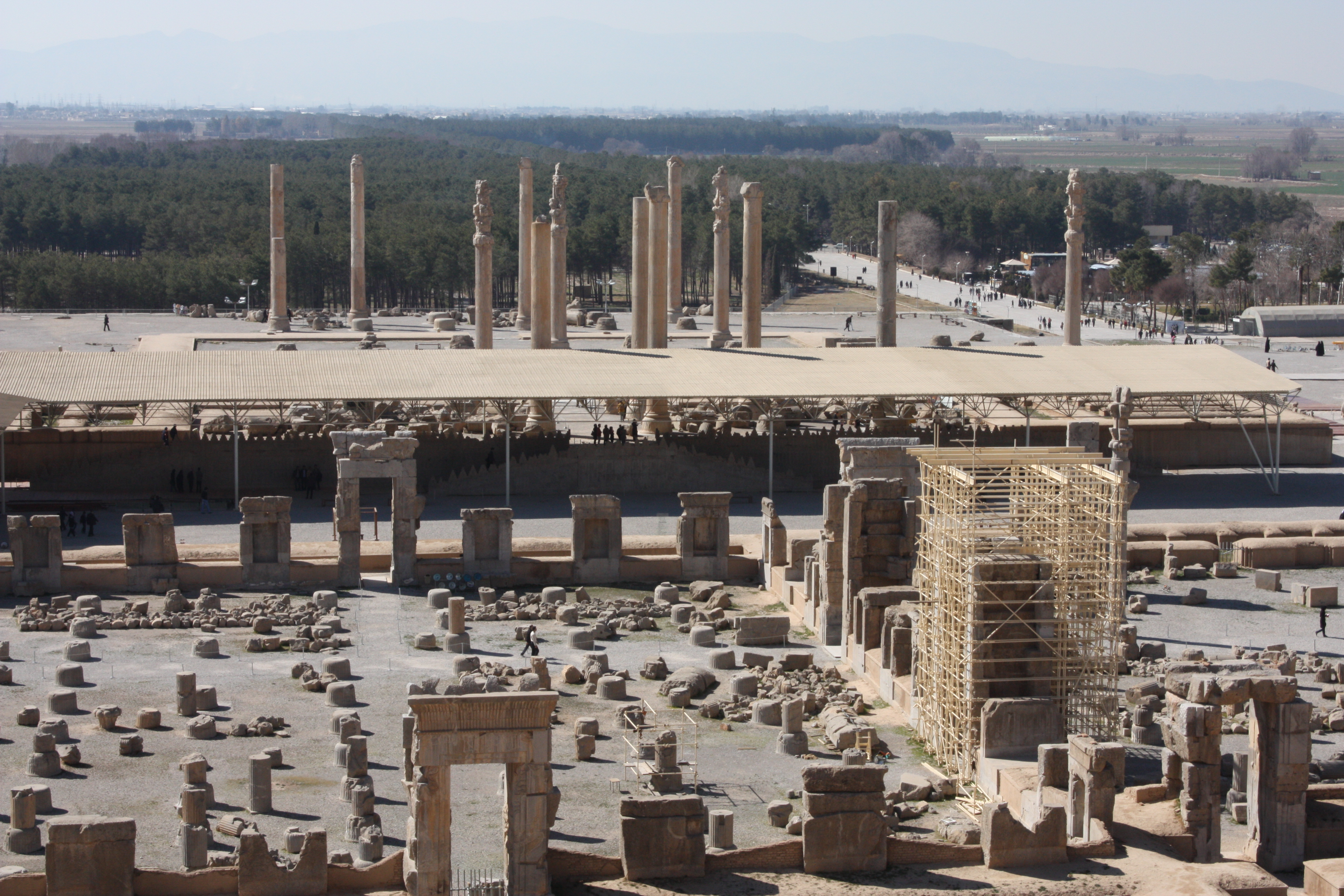
از دوران پس از اسلام تا سدهٔ نوزدهم، ایرانیان پارسه را منسوب به جمشید می‌پنداشتند

اگر چه نام تخت جمشید در زمان ساخت پارسَه به معنای «شهر پارسیان» بوده است، اما صدها سال پس از حملهٔ اسکندر و اعراب و در زمانی که یاد و خاطره پادشاهان هخامنشی فراموش شده بود، مردمی که از نزدیکی ویرانه‌های پارسه گذر می‌کردند، تصاویر کنده‌کاری شدهٔ تخت شاهی را می‌دیدند که روی دست مردم بلند شده است و از آنجا که نمی‌توانستند خط میخی کتیبه‌های حک شده روی سنگ‌ها را بخوانند، می‌پنداشتند که این همان اورنگ جمشید است که فردوسی در شاهنامهٔ  خود از آن یاد کرده است. به همین خاطر نام این مکان را تخت جمشید نهادند. بعدها که باستان‌شناسان توانستند خط میخی کتیبه را ترجمه کنند، دریافتند که نام نخستین آن پارسه بوده است.

## اورنگ جمشید در شاهنامه
مطابق داستان‌ها جمشید بر تختی می‌نشست که دیوان و پریان آن را به آسمان‌ها می‌بردند و او با جامی که داشت جهان را نظاره می‌کرد. این تخت را ارگ جمشید می‌گفتند. جام او را جام جم می‌گفتند که جهان‌نما بود و تمام جهان (کشورهای هفت‌گانه) در آن می‌توان دید.

در شاهنامهٔ  فردوسی آمده است: 
جمشید پادشاهی عادل و زیبارو بود که نوروز را بر پا داشت و هفتصد سال بر ایران پادشاهی کرد. اورنگ یا تخت شاهی او چنان بزرگ بود که دیوان به دوش می‌کشیدند.
| پس آن جام بر کف نهاد و بدید |  | درو هفت کشور همی بنگرید |

- در اینجا منظور فردوسی از هفت کشور (اقالیم سبعه) تمام جهان است.

| چو خورشید تابان میان هوا  |  | نشسته بر او شاه فرمانروا     |
| جهان انجمن شد بر تخت او   |  | شگفتی فرو مانده از بخت او    |
| به جمشید بر گوهر افشاندند |  | مران روز را «روز نو» خواندند |

## تختگاه یا اریکه جمشید

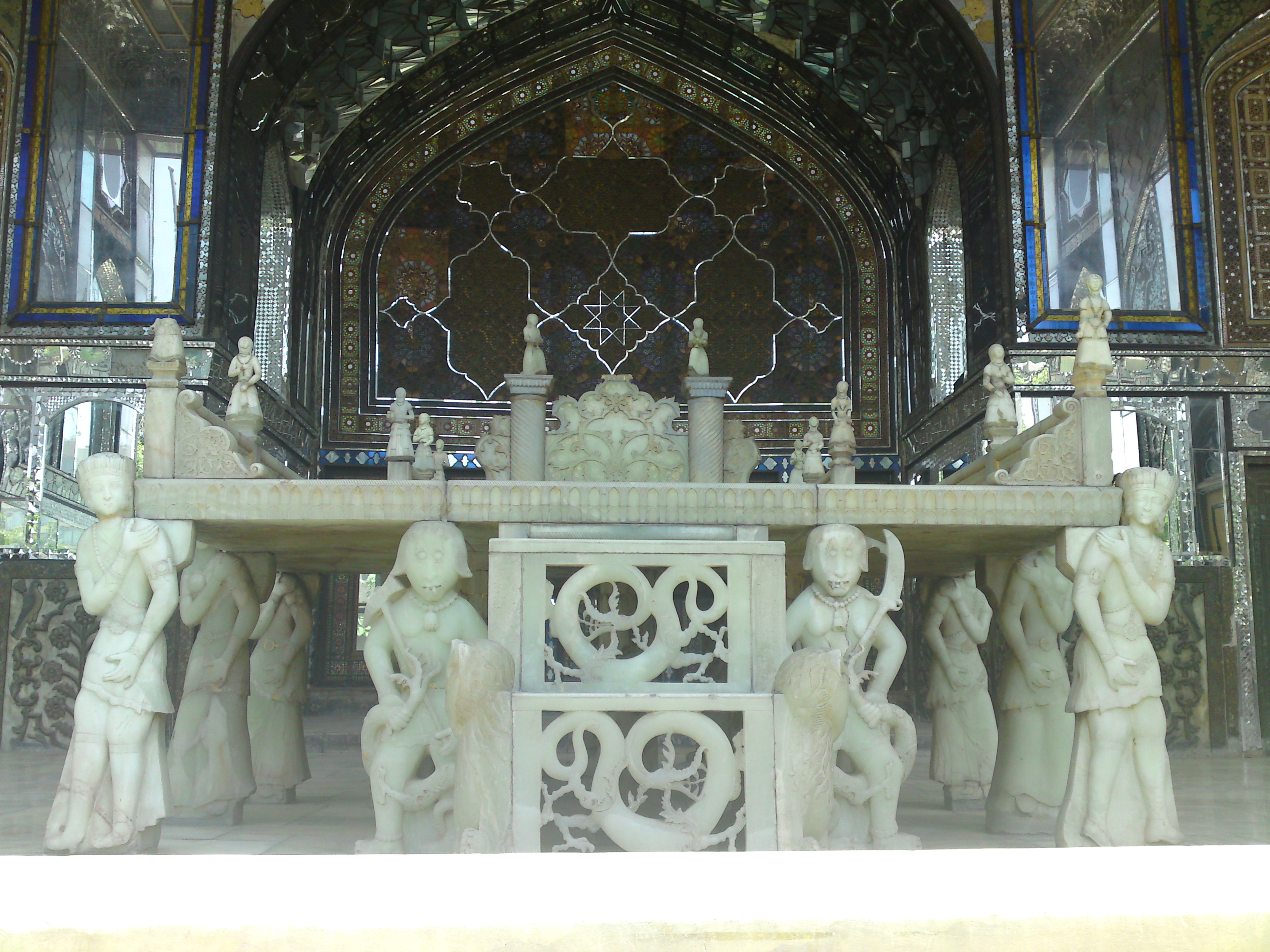
تخت مرمر

تخت جمشید در داستانهای ایرانی آنقدر شهرت دارد که فتحعلی شاه دستور داد تختی مانند تخت جمشید برایش ساختند. این تخت از مرمر بسیار ممتاز و تقریباً سه تکه ساخته شد.

### جام‌جم یا جام جمشید
بر اساس داستانهای جام جم و گوی جم و تخت جمشید داستانهایی در دوره اسلامی رایج شده است تخت سلیمان در واقع همان جمشید است جمشید با حیوانات وپرندگان سخن می‌گفت. داستان ارداویراف‌نامه از بزرگان زرتشتی که به ارج می‌رود و هفت آسمان را طی می‌کند شباهت زیادی به داستانهای جمشید و رفتن او به آسمانها (هفت آسمان دارد)
| یکی جم نام وقتی پادشا بود     |  | که جامی داشت کان گیتی‌نما بود    |
| که صنعت کرده بودندش چنان راست |  | که پیدا می‌شد از وی هرچه می‌خواست |

| ز ماهی به جام اندرون تا بّرٓه     |  | نگاریده پیکر بدو یکسره           |
| چه کیوان چه هرمز چه بهرام و شیر |  | چو مهر و چو ماه و چو ناهید و تیر |

| سال‌ها دل طلب جام‌جم از ما می‌کرد |  | وآنچه خود داشت ز بیگانه تمنا می‌کرد |

بدینسان جمشید با خردمندی به همهٔ هنرها دست یافت و بر همه کاری توانا شد و خود را در جهان یگانه یافت. آن گاه انگیزهٔ برتری و خود بینی در او بیدار شد و در اندیشهٔ پرواز در آسمان افتاد:
فرمان داد تا تختی گران بها برایش ساختند و گوهر بسیار بر آن نشاند و دیوان که بندهٔ او بودند تخت را از زمین برداشتند و بر آسمان برافراشتند. جمشید در آن چون خورشید تابان نشسته بود و این همه به فر ایزدی می‌کرد. او جام جهان‌نما،  جام جم داشت جهانیان از شکوه و توانایی او خیره ماندند، گرد آمدند و بر بخت و شکوه او آفرین خواندند بر او گوهر افشاندند و آن روز را که نخستین روز از فروردین بود، نوروز خواندند. «جم» با پسوند «شید»، «جمشید» نامیده می‌شود که علوم ستاره‌شناسی یا استرشناسی را نیز به او نسبت می‌دهند و او را از اولین منجمان و ریاضیدانان و فیزیکدانان می‌دانند که در تاریخ اساطیری ایران تا مقام خداوندی ارتقا یافت. اسطرلاب یا استریاب را ایرانیان مسلمان جام جم یا جام جهان‌نما یا آینه جم نیز می‌خواندند. حافظ در غزلی از آینه جام نام می‌برد که منظورش همان استرلاب است که جهان را مانند جام آینه‌واری به آدمی نشان می‌دهد.